# Song Se-ra
Dans ce nom coréen, le nom de famille, Song, précède le nom personnel.
Pour les articles homonymes, voir Song.
Song Se-ra (en coréen : 송세라), née le 6 septembre 1993, est une escrimeuse sud-coréenne pratiquant l'épée. Elle est vice-championne olympique d'épée féminine par équipes aux Jeux olympiques d'été de 2020.

## Carrière
Song Se-ra est médaillée d'argent en épée par équipes aux Championnats d'Asie d'escrime 2017 à Hong Kong.
Aux Jeux olympiques d'été de 2020, elle fait partie de l'équipe sud-coréenne qui remporte la médaille d'argent en épée féminine, perdant en finale face à l'équipe estonienne.

## Palmarès
- Jeux olympiques
  -  Médaille d'argent par équipes aux Jeux olympiques 2020 à Tokyo

- Championnats du monde
  -  Médaille d'or en individuel aux championnats du monde 2022 au Caire
  -  Médaille d'or par équipes aux championnats du monde 2022 au Caire

- Championnats d'Asie
  -  Médaille d'or par équipes aux championnats d'Asie de 2022 à Séoul
  -  Médaille d'argent par équipes aux championnats d'Asie de 2017 à Hong Kong